# I racconti del cuscino
I racconti del cuscino (The Pillow Book) è un film del 1996 diretto da Peter Greenaway.
È stato presentato nella sezione Un Certain Regard al 49º Festival di Cannes.

## Trama
Tra i ricordi di infanzia di Nagiko, una giovane modella giapponese che vive a Hong Kong, ci sono gli auguri di compleanno che il padre calligrafo le dipingeva delicatamente sul volto. Un rituale che viene ripetuto ogni anno, interrotto però da un matrimonio combinato. La ricerca del piacere spinge Nagiko a persuadere i suoi numerosi amanti a scrivere sul suo corpo. Gli amanti vengono così giudicati più che per le abilità amorose per la loro bravura calligrafica. Quando Nagiko incontrerà l'inglese Jerome sarà indotta a scrivere a sua volta e a usare gli altri come carta. Il desiderio di far pubblicare le sue opere porterà alla morte dell'amante inglese e a un'ossessiva spirale di vendetta.

## Produzione
- La storia è stata suggerita a Greenaway dalla lettura del libro Note del guanciale, scritto da una dama di corte giapponese, Sei Shōnagon, nel decimo secolo. Il libro raccontava la storia di una ragazza che provava piacere quando i suoi amanti scrivevano poesie sul suo corpo.
- Il titolo del film si ispira ad un genere letterario giapponese: i "libri del guanciale" erano un genere di libri erotici, che solitamente narravano le esperienze delle geishe o fungevano da manuali d'amore, che venivano conservati in un cassetto del tradizionale guanciale di legno in uso all'epoca.

## Riconoscimenti
- 1996 - Sitges - Festival internazionale del cinema fantastico della Catalogna
  - Miglior film